# Welyka Slobidka
Welyka Slobidka (ukrainisch Велика Слобідка; russisch Великая Слободка Welikaja Slobodka, polnisch Wielka Muksza) ist ein Dorf im Süden der ukrainischen Oblast Chmelnyzkyj mit etwa 850 Einwohnern (2001).

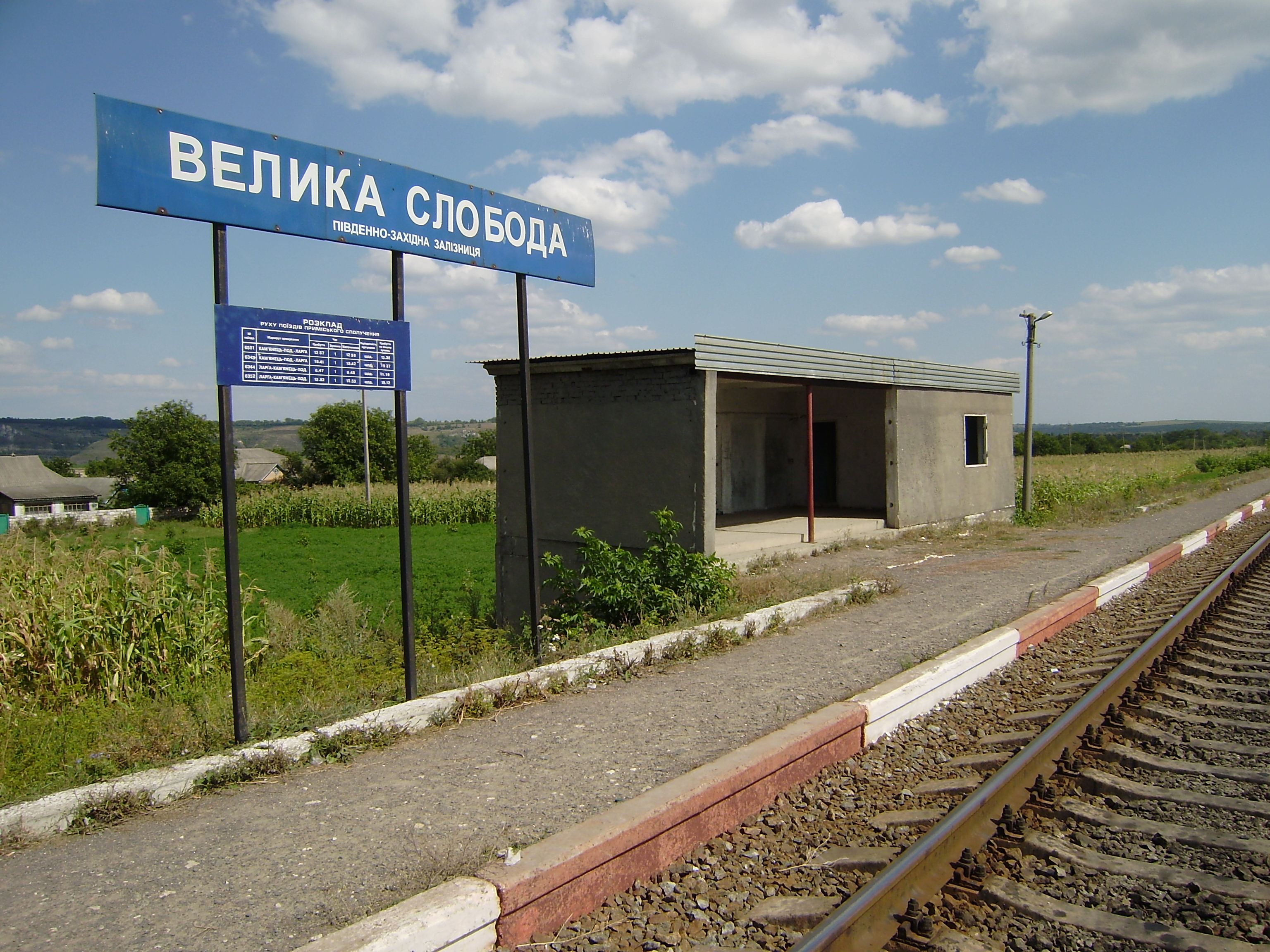
Bahnstation von Welyka Slobidka

Das erstmals 1460 schriftlich erwähnte Dorf hieß bis zum 7. März 1946 Welyka Mukscha (Велика Мукша).
Die Ortschaft liegt auf einer Höhe von 150 m an der Mündung der 56 km langen Mukscha (Мукша) in den Dnister, der hier die Grenze zur Oblast Tscherniwzi markiert.
Welyka Slobidka befindet sich 15 km südlich vom Gemeindezentrum Slobidka-Kultschijewezka, etwa 20 km südöstlich vom Rajonzentrum Kamjanez-Podilskyj und etwa 110 km südlich vom Oblastzentrum Chmelnyzkyj.
Das Dorf besitzt eine Bahnstation an der Bahnstrecke Kelmenzi–Kalinkawitschy zwischen Lenkiwzi und Kamjanez-Podilskyj.
Am 14. August 2017 wurde das Dorf ein Teil der neugegründeten Landgemeinde Slobidka-Kultschijewezka, bis dahin war es ein Teil der Landratsgemeinde Ustja (Устянська сільська рада/Ustjanska silska rada) im Süden des Rajons Kamjanez-Podilskyj.